# 下贝格拉
下贝格拉是奥地利施蒂利亚州德意志兰茨贝格县的一个市镇。总面积22.97平方公里，总人口1444人，人口密度62.9人/平方公里（2001年）。